# Tetranychus urticae
Tetranychus urticae (un ácaro con más de 60 nombres vulgares, tales como araña roja, ácaro de dos puntos, entre otros) es una de las muchas especies de ácaros que se alimentan de plantas que se suelen encontrar en ambientes secos y que generalmente son considerados una plaga. Es el miembro de la familia tetraníquidos o Tetranychidae, más ampliamente conocido. Los ácaros de esta familia son capaces de tejer telarañas, por lo que se los suele confundir con arañas.
T. urticae es muy pequeño, se puede ver a simple vista como unos pequeños puntos rojizos en las hojas o en los tallos; los adultos miden alrededor de 0,5 mm. 
Durante el verano, T. urticae está en sus primeras fases (larva, protoninfa y deutoninfa) y tiene una coloración marrón verdosa con dos manchas más oscuras en los laterales, pero cuando se aproxima el invierno T. urticae se vuelve adulto y su coloración se aproxima al rojo intenso. Algunas poblaciones son permanentemente verdosas y otras rojizas por lo que por algunas autoridades de clasificación se les considera diferentes especies. Además, se pueden apreciar variaciones de color según el sexo del ácaro.
La araña roja vive generalmente agrupada en colonias en el envés de las hojas. Produce hilos de seda en gran cantidad, que le sirven de refugio frente a depredadores y acaricidas, además de servir para mantener una humedad estable.

## Síntomas y daños
Estos ácaros, que pueden encontrarse en invernaderos así como zonas tropicales y subtropicales, extienden una pequeña telaraña sobre y debajo de las hojas. Es un ácaro muy polífago; se puede alimentar de cientos de tipos de plantas, incluyendo la mayoría de las hortalizas (pimientos, tomates, papas, frijoles, maíz, fresas) y ornamentales: rosas, etc. Deposita sus huevos en las hojas, y supone una amenaza para la planta huésped porque se alimenta de los contenidos celulares de las hojas, absorbiéndolos célula a célula, dejando una leve y pálida mancha que contrasta con el verde de la epidermis. Aunque individualmente las lesiones son muy pequeñas, de acuerdo con el pequeño tamaño de este quelicerado, hay que tener en cuenta que a una planta pueden atacarle miles de estos ácaros, causando miles de lesiones, lo cual puede suponer una importante reducción de la fotosíntesis que la planta puede realizar, por lo que reduce enormemente la producción de nutrientes, a veces incluso llegando a matar la planta. Aunque este método de alimentación puede propagar ciertos virus entre plantas, esto se considera de menor importancia por el momento.
Cuando se alimentan de las hojas causan decoloración y desecación que en la mayor parte de los casos se manifiesta con manchas amarillentas y/o abombamientos en el haz. Pueden producir intensas y bruscas defoliaciones, especialmente en verano. También se alimenta de los frutos, que adquieren manchas herrumbrosas difusas por toda la superficie del fruto maduro. Si los ataques son fuertes, el fruto aparece de color gris sucio. En el limón da lugar a manchas oscuras, este síntoma característico es conocido comúnmente como el “bigote” del limón.

## Métodos de control
La lucha contra este ácaro puede ser según las situaciones, química o biológica.
Las poblaciones de este ácaro pueden verse disminuidas por la lluvia o por la actividad predadora en la biocenosis.
Entre los enemigos naturales podemos distinguir:
- Ácaros fitoseidos de los géneros Amblyseius y Neoseius.
- Antocóridos del género Orius.
- Tisanópteros (Aeolothrips intermedius).
- Dípteros cecidómidos y coleópteros estafilínidos (género Oligota).

### Control biológico
El control biológico de la araña roja es posible con la utilización de uno de sus enemigos naturales, el ácaro fitoseido Phytoseiulus persimilis, que una vez que es distribuido sobre las hojas del cultivo, realiza acción de control de las poblaciones de T. urticae. Este método de control es sobre todo utilizado en cultivo de hortalizas en invernadero. 
Phytoseiulus persimilis es utilizado en muchas empresas europeas dedicadas a la reproducción y venta de insectos utilizados en control biológico.
Amblyseius californicus es otro ácaro depredador de T. urticae que se usa en control biológico de la misma. Una de las principales ventajas de este, es que puede alimentarse en ciertos momento del polen de las flores (en especial de Festuca, que se puede colocar entre las líneas de árboles), por lo que puede permanecer en los cultivos hasta que aparezcan los primeros individuos de T. urticae.

### Control químico
Son muchos los productos químicos que se pueden utilizar en el control de las poblaciones de este ácaro, entre los que destaca la abamectina. Hay que tener en cuenta que los mayores ataques se producen en épocas de calor y baja humedad, condiciones que se suelen dar en verano. Hay que valorar antes de realizar un tratamiento químico la presencia de enemigos naturales, y considerar el efecto que el producto puede tener sobre estos. Los ataques de este ácaro suelen aparecer en focos bien delimitados, por lo que es importante la vigilancia de estos y si es posible realizar tratamientos localizados a estos focos antes de que se extiendan al resto del cultivo.
Las materias activas recomendadas son:
| Modo de acción                               | Materia activa    | Plazo seg. |
| Activador del canal cloro                    | Abamectina        | 10         |
| Inhibidores de crecimiento de los ácaros     | Clotecifenn       | 21         |
|                                              | Hexitiazox        | 14         |
|                                              | Etoxazol          | 14         |
| Inhibidores del transporte de electrones     | Fenazaquin        | 21         |
|                                              | Piridabén         | 15         |
|                                              | Tebufenpirad      | 7          |
|                                              | Fenpiroximat      | 14         |
| Inhibidores de la síntesis ATP mitocondrial. | Propargita        | 14         |
| Inhibidores de la síntesis de los lípidos    | Espirodiclofén    | 14         |
| Físico, asfixia.                             | Aceite parafínico | *          |
|                                              |                   |            |

- En caso de tener que realizar más de una aplicación se debe alternar entre las materias activas con distinto modo de acción, con el fin de evitar la aparición de resistencias.
- Los plaguicidas deben utilizarse a las dosis recomendadas para evitar la aparición de resistencias o pérdida de eficacia de la aplicación.
- Todas las aplicaciones químicas deben realizarse con equipos previamente calibrados. Se debe considerar el uso de un adecuado volumen, presión y velocidad de aplicación, de manera que se asegure una apropiada cobertura vegetal.
- La técnica de aplicación debe permitir alcanzar bien el envés de las hojas, procurando una buena cubrición de éstas en todas las plantas. Para las aplicaciones en pulverización es aconsejable la utilización de mojantes.
- Realizar los tratamientos sobre focos, si están bien delimitados.
- Diferenciar el estado de la plaga predominante y el nivel poblacional de cada estadio al que se dirige el tratamiento, ya que según estos se realizará la elección del producto más apropiado (ovicidas, larvicidas, adulticidas).

## Secuenciación de su genoma

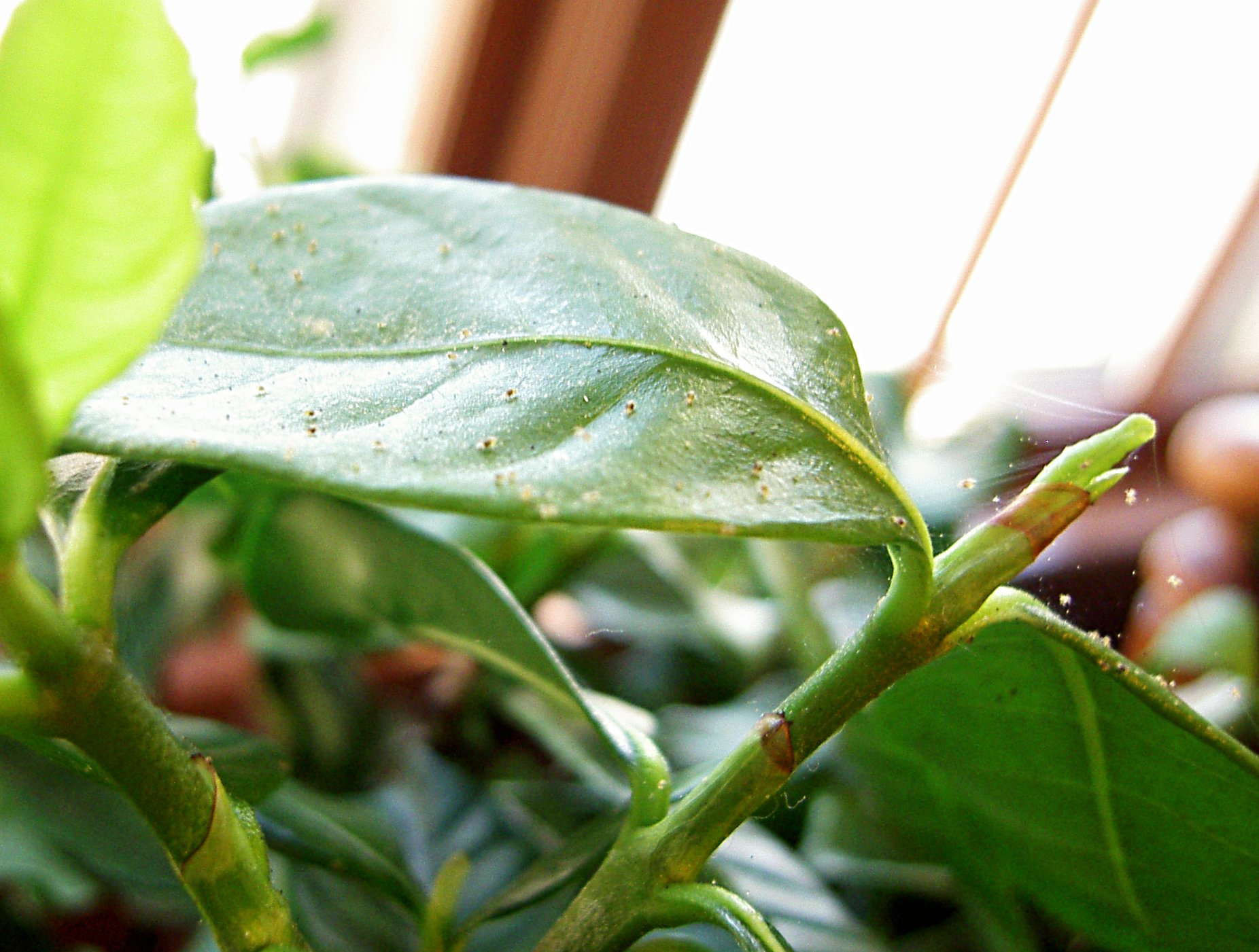
T. urticae en un brote de gardenia

Su genoma ha sido completamente secuenciado en 2011, el primero en la clase Arachnida. Su secuenciación puede ser muy interesante por ser muy polífago.